# 幾乎處處
在測度論裡，若說一個性質為幾乎處處成立，即表示不符合此性質的元素組成的集合為一零測集，即其測度等於零的集合。當使用在實數的性質上時，若沒有另外提起則假定為勒貝格測度。
一個有全測度的集合是一個其補集為零測度的集合。
除了說一個性質幾乎處處成立之外，偶爾亦可以說一個性質是對幾乎所有元素成立的，即使幾乎所有這一詞有著其他的意義。
下面是包含有「幾乎處處」這一詞的一些定理：
- 若{\displaystyle f} : {\displaystyle R}→{\displaystyle R}為一勒貝格可積函數且{\displaystyle f(x)}幾乎處處大於零，則

{\displaystyle \int f(x)\,dx\geq 0}。
- 若{\displaystyle f} : {\displaystyle [a,b]}→{\displaystyle R}為一單調函數，則{\displaystyle f}幾乎處處可微。
- 當{\displaystyle f} : {\displaystyle R}→{\displaystyle R}為勒貝格可積且對所有實數{\displaystyle a<b}，

{\displaystyle \int _{a}^{b}|f(x)|\,dx<\infty }
則存在一零集E（根據{\displaystyle f}）使得若{\displaystyle x}不在{\displaystyle E}內，其勒貝格平均
{\displaystyle {\frac {1}{2\epsilon }}\int _{x-\epsilon }^{x+\epsilon }f(t)\,dt}
便會收斂至{\displaystyle f(x)}，當ε趨向至零時。換句話說，{\displaystyle f}的勒貝格平均幾乎處處收斂至{\displaystyle f}。集合E則稱為{\displaystyle f}的勒貝格集合，且可以證明為零測度的。
- 若{\displaystyle f(x,y)}在{\displaystyle R^{2}}上為博雷尔可測的，則對幾乎所有{\displaystyle x}，函數{\displaystyle y}→{\displaystyle f(x,y)}為博雷尔可測的。
- 一有界函數{\displaystyle f} : {\displaystyle [a,b]}->{\displaystyle R}為黎曼可積的，若且唯若其為幾乎處處連續的。

在實分析之外，「幾乎處處」一詞可以用極大濾子定義。例如在超實數的建構中，一個超實數被定義為相對於某一濾子幾乎處處相等的等價類。
在抽象代數及其相關領域中，「幾乎處處」通常指某性質只對給定集合中的有限個元素不成立。
在概率论裡，這一詞變成了「幾乎必然」，「幾乎確定」或「幾乎總是」，相對於一為1的概率。